# Kolibri (Schreibmaschine)

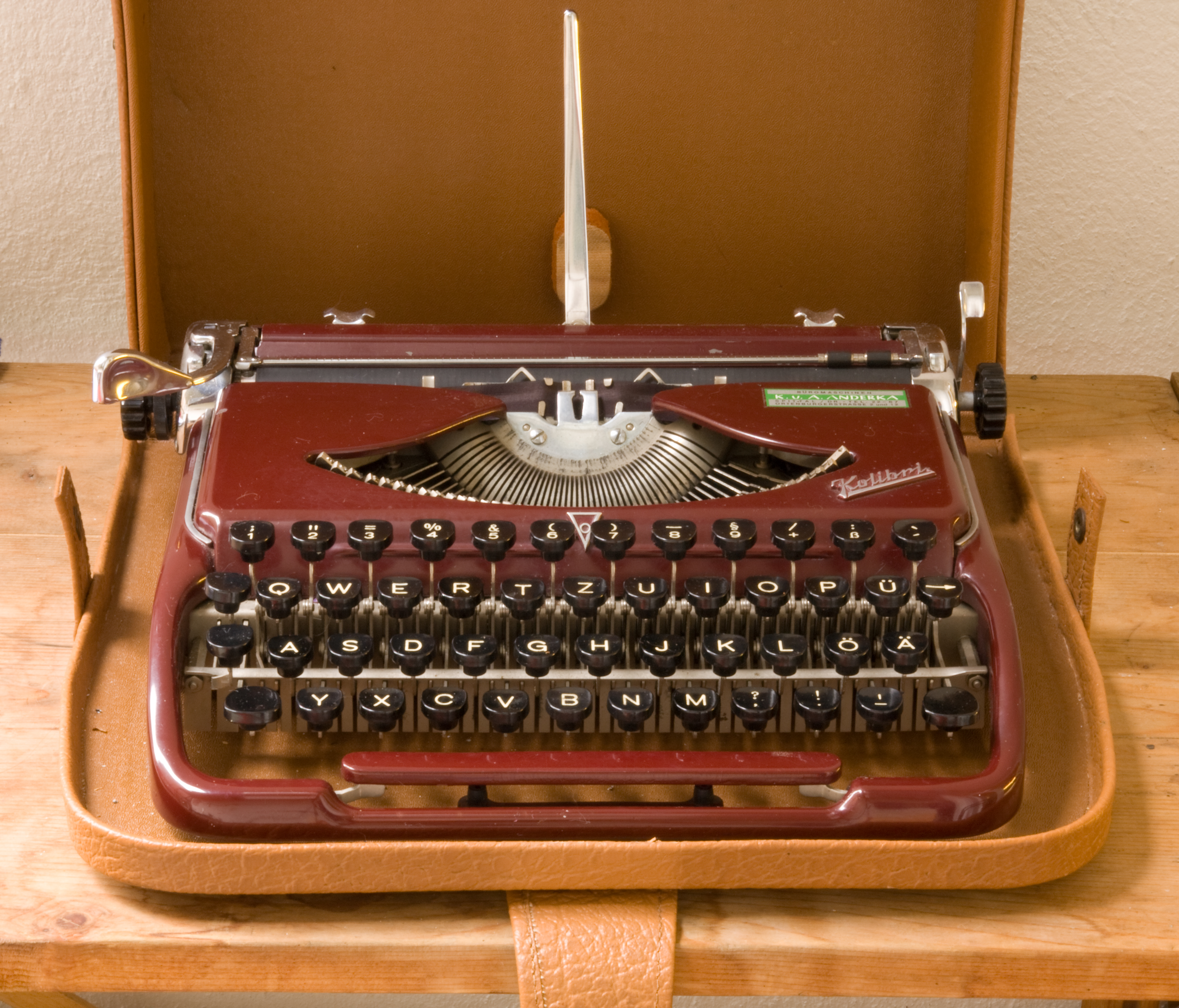
Kolibri-Schreibmaschine, deutsches Tastaturlayout, ca. 1956/1957

Die Kolibri war eine kompakte Reiseschreibmaschine, hergestellt ab 1954 vom VEB Mechanik Groma Markersdorf (Chemnitztal) in der DDR. 1962 wurde die Produktion eingestellt. Bis dahin sollen 150.000 Maschinen gebaut worden sein, von denen etwa 90 Prozent in etwa 70 Länder weltweit exportiert wurden. Sie galt als robuste, strapazierfähige und präzis arbeitende Schreibmaschine.

## Produktion
Die Kolibri ist das Nachfolgemodell der Modelle Groma Gromina N und T. 1959 wurde zudem nach nur zwei Jahren Produktionszyklus das deutlich größere und schwerere Büromodell Combina eingestellt, das ursprünglich die Gromina ablösen sollte, mit der Begründung, damit die Produktionszahlen der Kolibri steigern zu wollen. Deren Produktion konnte damit bis ca. 1961 auf ca. 40.000 Exemplare jährlich gesteigert werden. Sie war nach der Einstellung der beiden Vorgängermodelle die einzige Schreibmaschine von Groma. Bis Ende 1962 musste das Werk Groma die Produktion der Schreibmaschine einstellen und danach auf Buchungs- und Saldiermaschinen umstellen.
1956 kostete die Kolibri in der DDR 330 Ost-Mark und wurde anfangs in einem Koffer, später auch in einer Ledertasche geliefert. Ein Hauptabnehmer war das Versandhaus Neckermann, das sie als Brillant Junior anbot.

## Konstruktion
Die von Karl Ronneberger entworfene Typenhebelmaschine mit Vorderaufschlag und einfacher Umschaltung hatte die ungewöhnlichen Ausmaße von nur 28 × 28 × 7 cm und war sehr leicht. Mit den in vier Reihen angeordneten 44 Schreibtasten konnten 88 verschiedene Zeichen geschrieben werden. Das Modell war mit unterschiedlichen Tastaturlayouts erhältlich, selbst für das deutsche Tastaturlayout existieren mehrere Varianten. So war – untypisch für diese Zeit – die „1“ vorhanden (während auf dem isländischen Layout der Buchstabe „I“ verwendet werden muss), das Ausrufezeichen musste jedoch bei einzelnen Layouts mit Hochkomma und Punkt überdruckt werden.
Wegen ihres großen Erfolgs erschien 1960 ein weiterentwickeltes Modell Kolibri Luxus mit erweiterter Ausstattung.

## Rezeption
Das Modell spielt in dem Film Das Leben der Anderen eine Rolle, in dem der Schriftsteller Georg Dreyman auf einem aus dem Westen geschmuggelten Modell einen Artikel für den Spiegel schreibt. Er kann sie aufgrund ihrer geringen Maße unter der losen Bodenplatte einer Türschwelle vor der Stasi verstecken. Das rote Farbband ist ein Kunstgriff des Films, üblich war ein schwarzes Farbband.
Peter Wawerzinek schreibt autobiografisch über seine Kindheit, in der er das Schreiben auf einer Kolibri seines Adoptivvaters begann und durch die er sich zum Schreiben hingezogen fühlte.